# Hoechst
Hoechst AG — до 1974 года: Farbwerke Hoechst AG. Meister, Lucius & Brüning — компания, расположенная во Франкфурте-на-Майне и входившая в тройку крупнейших химических и фармацевтических компаний Германии. Она была основана в 1863 году в Хёхсте, входившем тогда в Нассау, а ко времени Первой мировой войны стала компанией международного уровня. В 1925 году произошло слияние Hoechst AG с другими компаниями, в результате чего был основан концерн I.G. Farbenindustrie AG, а после разделения концерна в 1951 году компания была основана снова.
Поглощая компании и инвестируя в новые продукты, Hoechst превратился в крупную корпорацию. В середине 1950-х годов годовой объём продаж впервые превысил один миллиард немецких марок, а в 1969 году — 10 миллиардов немецких марок. В начале 1980-х годов Hoechst была крупнейшей фармацевтической компанией в мире по объёму продаж. В начале 1990-х годов компания достигла своего наибольшего роста, имея 180000 сотрудников, годовой оборот в 47 миллиардов немецких марок и прибыль более четырёх миллиардов немецких марок.
В 1994 году началась реорганизация и реструктуризация Hoechst AG. Бывший главный завод в 1997 году стал индустриальным парком Höchst. После перехода в холдинговую компанию в 1999 году Hoechst AG объединилась с Rhône-Poulenc и образовала Aventis S.A. со штаб-квартирой в Страсбурге и передала оставшуюся химическую деятельность компании Celanese AG.

## Акции
Hoechst AG принадлежала к наиболее важному немецкому фондовому индексу DAX с момента его основания в 1988 году до 20 сентября 1999 года и котировалась на Франкфуртской фондовой бирже в качестве немецкой промежуточной холдинговой компании Aventis до конца декабря 2004 года. После слияния Aventis с Sanofi-Synthélabo в 2004 г., в результате которого возникла компания Sanofi-Aventis, название Hoechst окончательно исчезло из публичного доступа.

## Название и логотип
Название Farbwerke Hoechst использовалось в разговорной речи с момента основания компании и было официально включено в название компании только с 1951 года. Оно происходит из названия бывшего независимого города Хёхст-на-Майне, в котором была расположена штаб-квартира компании. В компании всегда использовалось написание без умлаута, потому что ещё задолго до Первой мировой войны Hoechst AG успешно вела интернациональный бизнес.
Вскоре после основания «Theerfarbenfabrik Meister, Lucius & Co» (1863 г.) название было изменено на «Farbwerke Meister, Lucius & Brüning» (1865 г.). После преобразования в акционерное общество с названием «Farbwerke vorm. Meister, Lucius & Brüning AG»(1880), стилизованный лев с инициалами ML&B появился на первой фармацевтической упаковке (Antipyrin, 1883). На этом старейшем логотипе компании изображен лежащий лев, геральдическое животное Нассау, который держит в правой лапе герб с переплетенными инициалами MLB (Meister, Lucius & Brüning). Согласно архивным документам, он использовался ещё в 1877 году.
Незадолго до слияния всех химических компаний в «IG-Farbenindustrie AG» в 1925 году, Hoechst на фармацевтической упаковке использовал два упрощенных логотипа: «Hoechst» в синем кружке и «ML&B» во втором кружке (инсулин, 1923).
В период деятельности IG Farben с 1925 по 1951 год на фармацевтической упаковке от Höchst в дополнение к информации от производителя «IG-Farbenindustrie AG, фармацевтический отдел, магазин Höchst» в кружке стояли инициалы «ML&B» (новокаин).

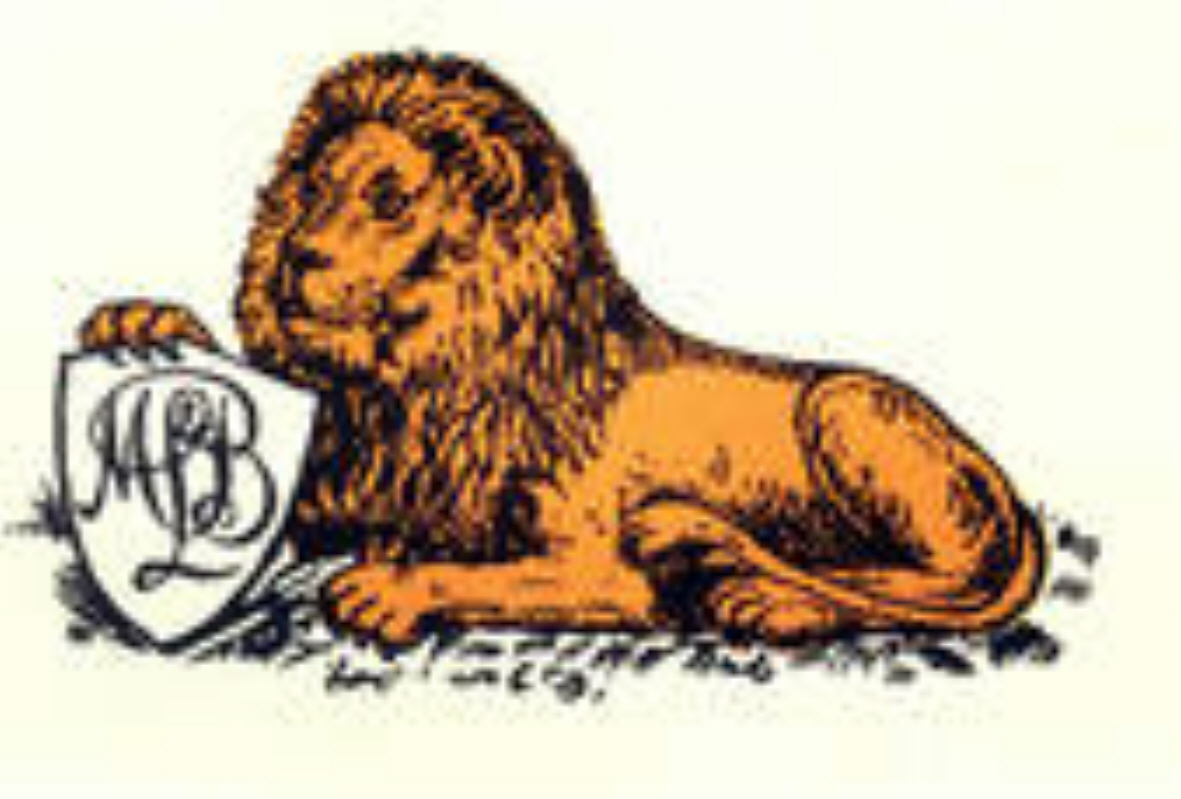
С 1877
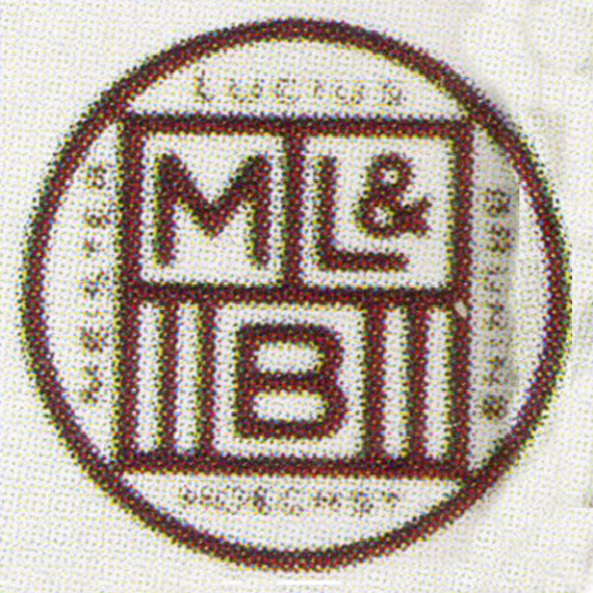
Около 1923
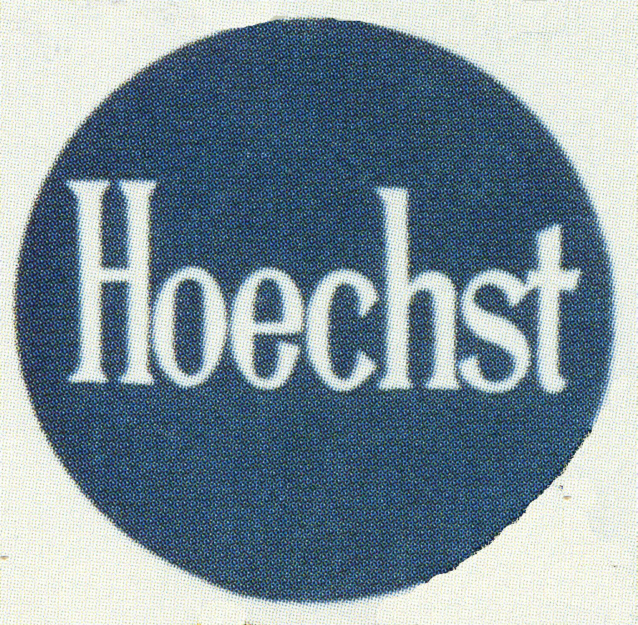
Около 1923
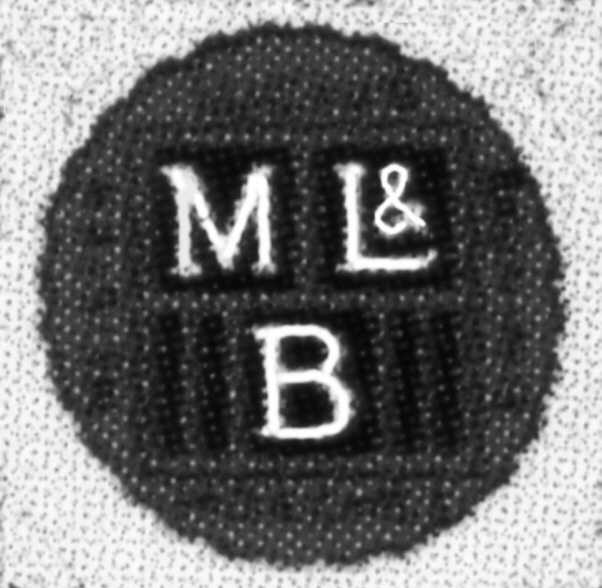
Период деятельности IG Farben

После ликвидации IG-Farben в 1952 году новым названием компании стало «Farbwerke Hoechst AG vorm. Meister, Lucius & Brüning», а в качестве круглого логотипа впервые было использовано символическое изображение моста (Nirosan).
В 1947 году доцент из Франкфурта Ричард Лискер разработал для компании логотип, состоящий из башни и моста - стилизованное изображение здания Беренса, которое на данный момент внесено в список памятников архитектуры. Этот дизайн с центральным изображением моста и башни был переработан в 1951 году франкфуртским графиком Робером Смаго. Затем башню переместили на левую сторону, а мост подняли вправо. Окончательный вариант символа был зарегистрирован в 1952 году в качестве товарного знака.

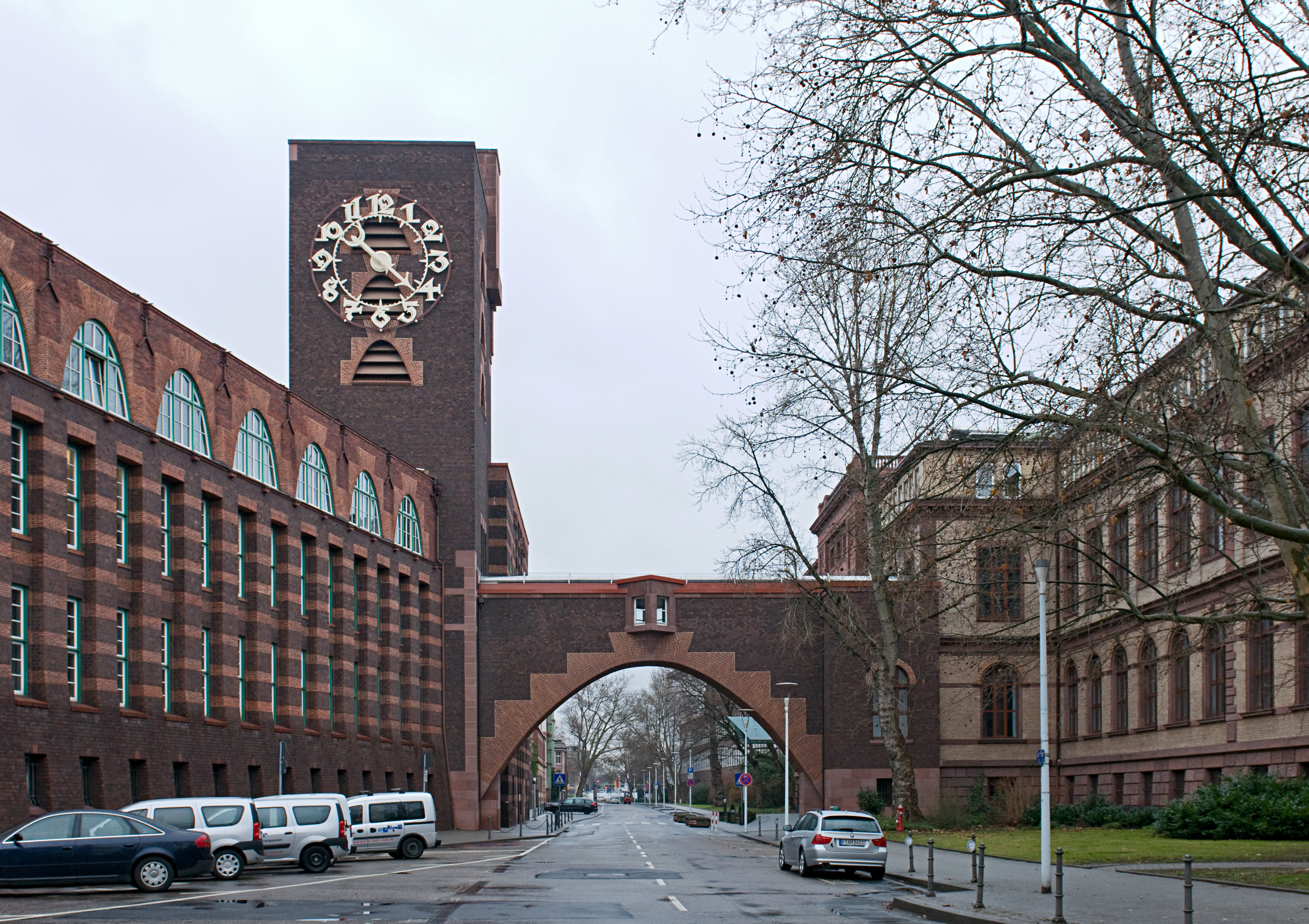
Здание Беренса с башней, административное здание
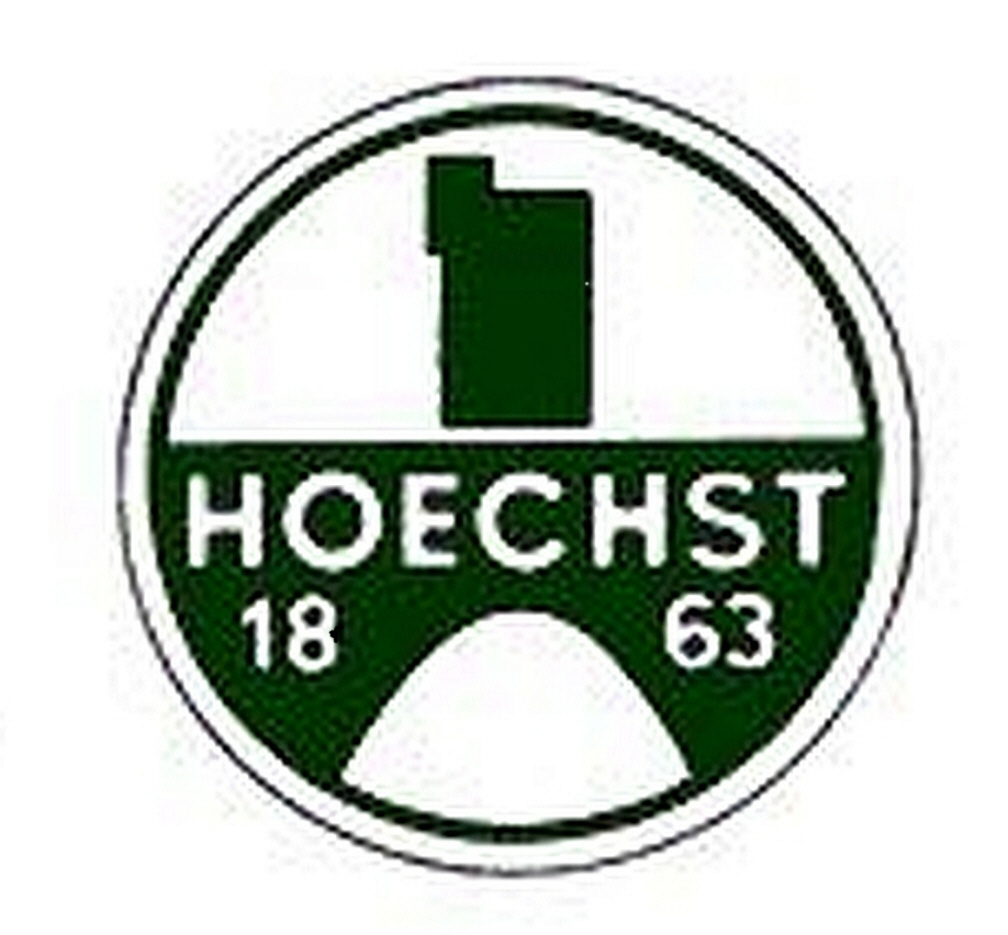
Макет 1947-1951 года, в течение короткого времени, возможно, использовался как логотип
Макет 1947-1951
Зарегистрированный логотип 1952 года

В 1966 году компании Hoechst удалось создать «квадратуру круга»: круглый логотип, заключённый в квадратную рамку. Полученная таким образом область должна была привлекать внимание насыщенным синим цветом. Окончательный вариант логотипа был зарегистрирован в 1966 году. В таком виде товарный знак можно было увидеть в качестве рекламы во многих аптеках вплоть до 21 века.
В 1974 году концерн отказался от использования фамилий основателей в названии и упростил название компании до Hoechst Aktiengesellschaft. Логотипом компании служила надпись «Hoechst» версии 1966 года.

Зарегистрированный логотип 1966 года
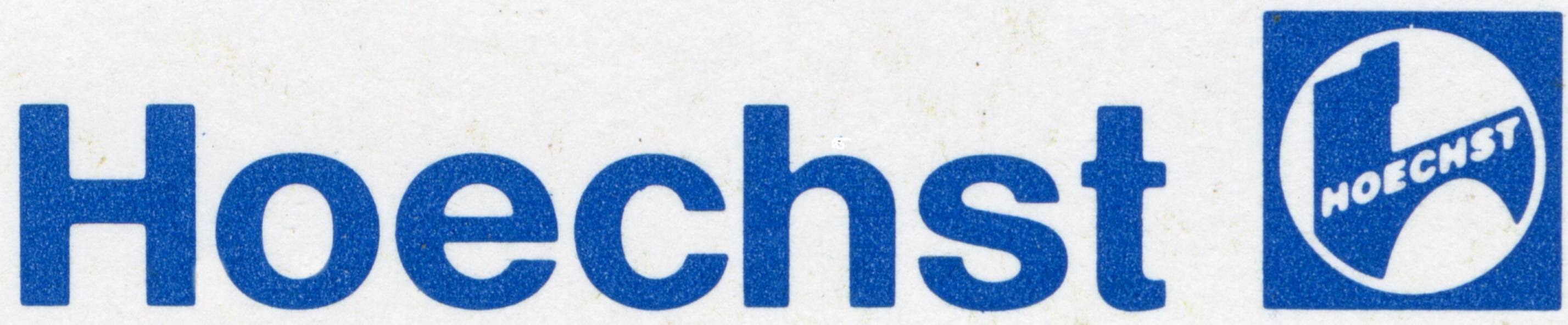
С 1974
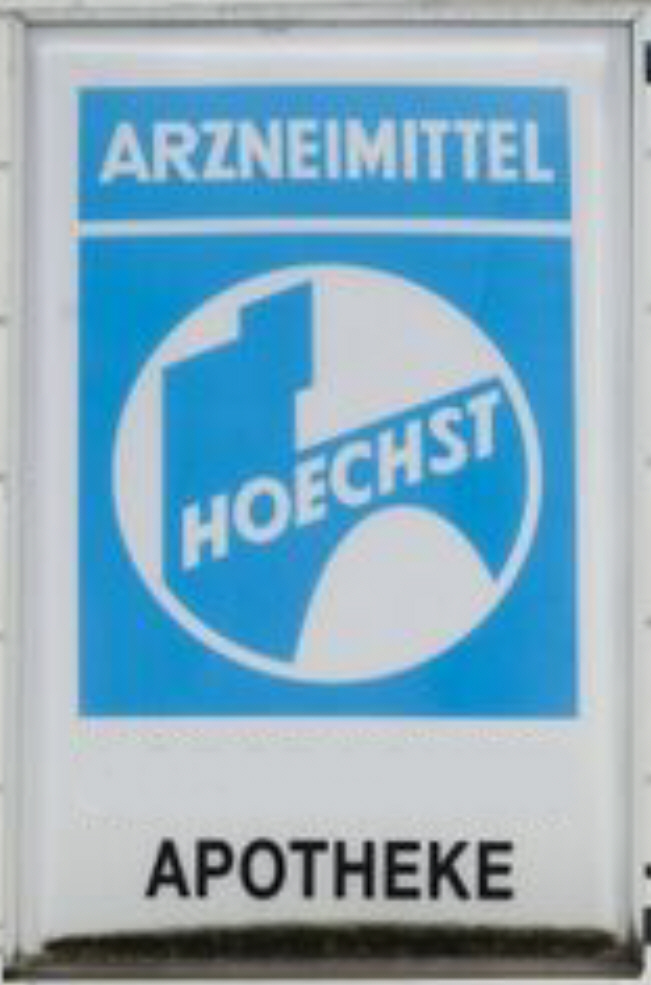
Реклама в аптеке
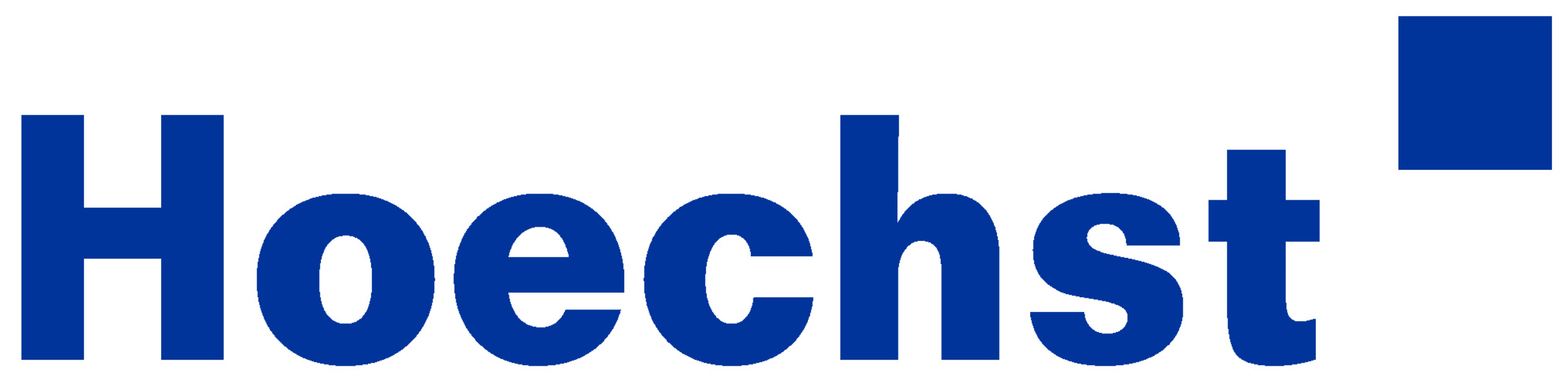
С 1997

В 1997 году Hoechst Managementholding-Gesellschaft представил новый логотип компании, созданный дизайнером из Вупперталя Гансом Гюнтером Шмитцем, чтобы выделить его по сравнению с более ранней Hoechst AG. После двух с половиной лет разработки в качестве логотипа начали использовать надпись «Hoechst» с простым надстрочным квадратом справа. В письмах к редактору критики в шутку описали новый логотип как соответствующий новой корпоративной культуре — ограниченный и немного отстраненный. В презентации компании говорилось, что новый логотип должен вызывать положительные ассоциации, такие, как потенциал для идей, качество, дальнейшее развитие и творчество. С башней и мостом, которые символизируют главное здание завода, здание Беренса, связаны только жители Франкфурта, однако Hoechst — не франкфуртская, а международная компания.
Интересная деталь заключается в том, что правопреемник, Sanofi-Aventis, по-прежнему заявляет о сохранении прав на старый товарный знак 1966 года и юридически запрещает его использование третьими сторонами. Чтобы подкрепить эти утверждения, «Hoechst GmbH Frankfurt» в 2011 году снова зарегистрировала логотип 1966 года как собственный товарный знак. В 2015 году компании-преемники по-прежнему используют логотип Hoechst на упаковках таблеток Urbason.

## История предприятия

### С 1863 до 1914

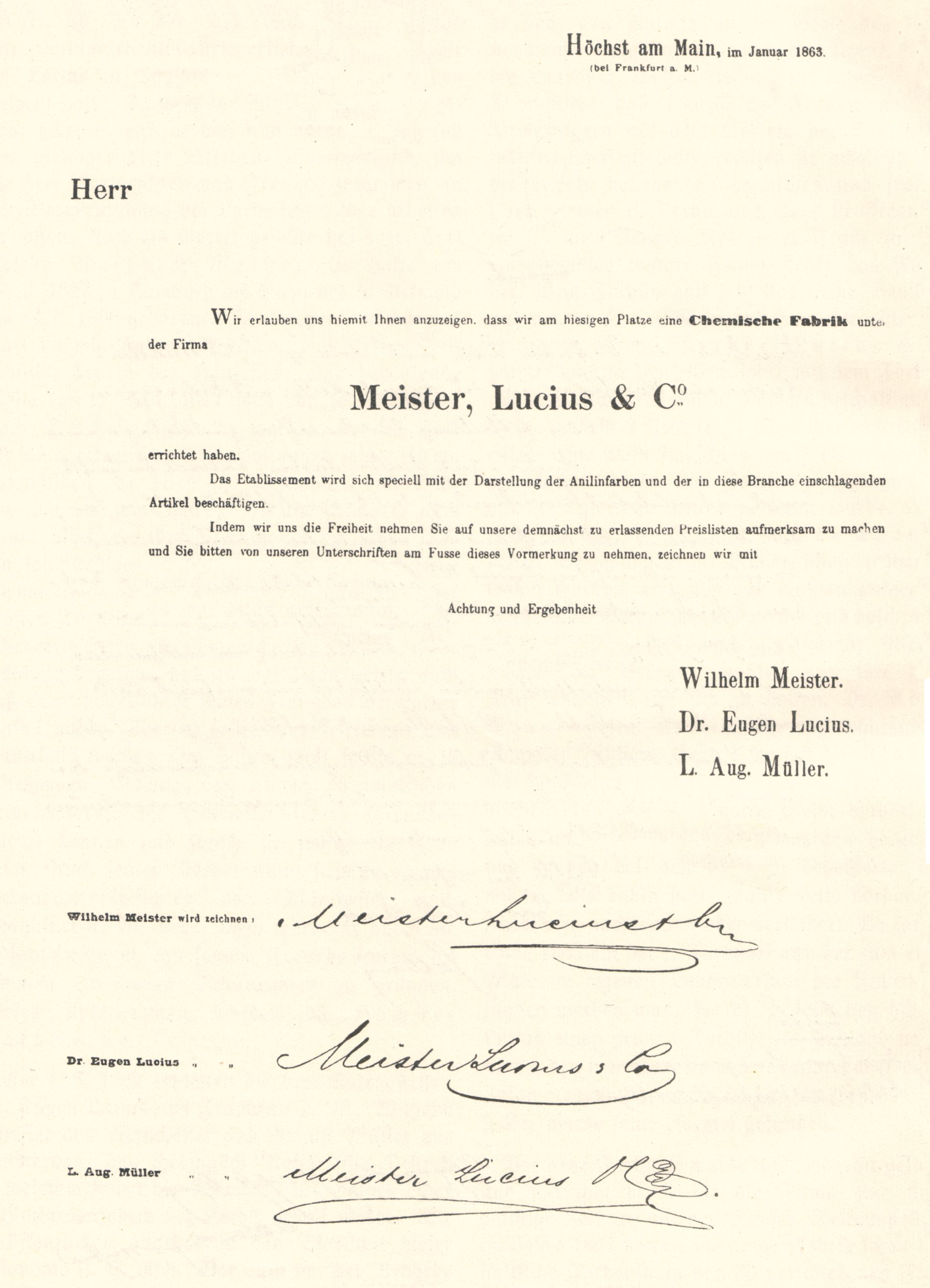
Первый циркуляр фабрики по производству красителей от января 1863 года с подписями основателей компании Мейстера, Люциуса и Мюллера

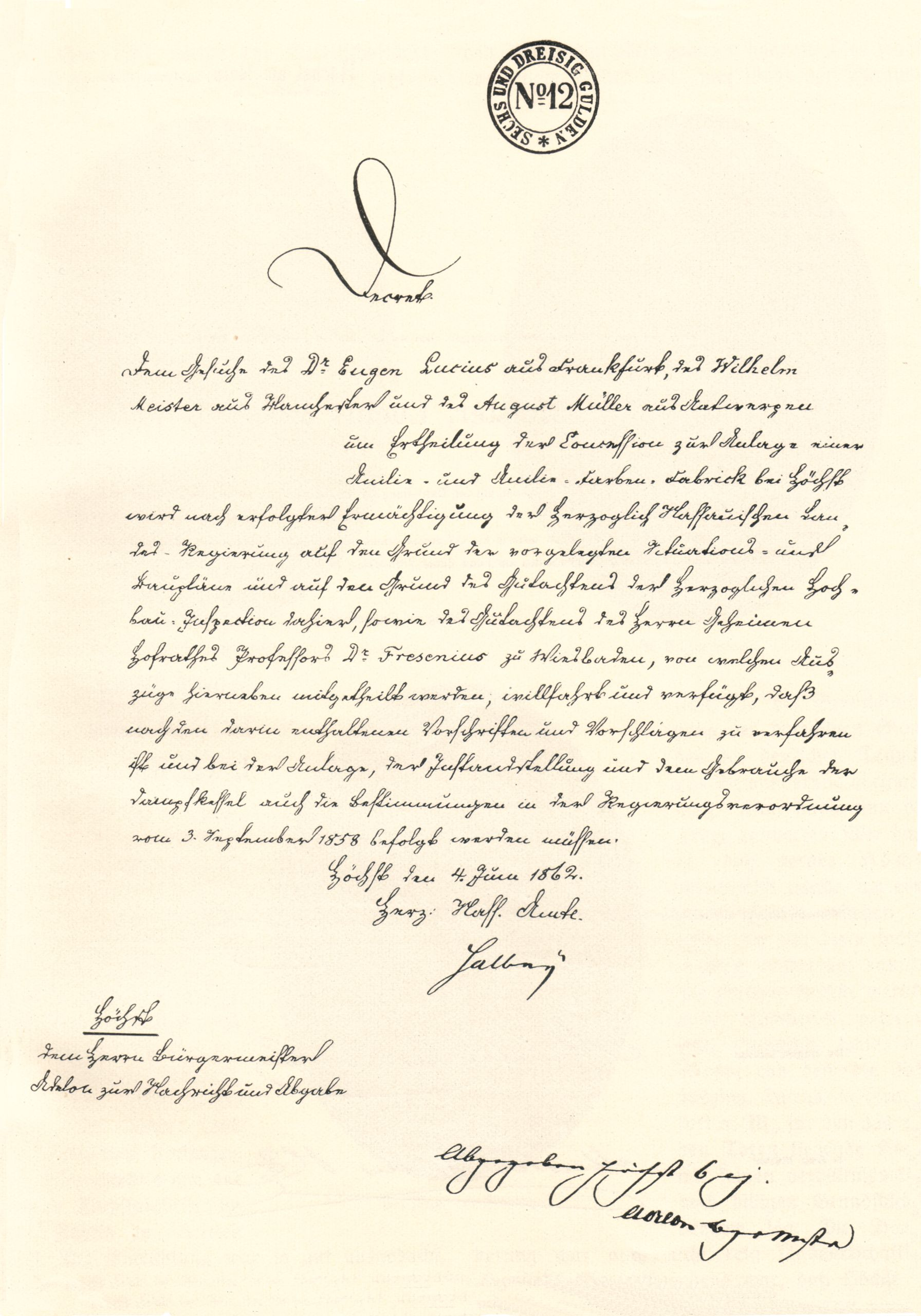
Разрешение на строительство и эксплуатацию фабрики по производству красителей от администрации герцога Нассау, 4 июня 1862 г

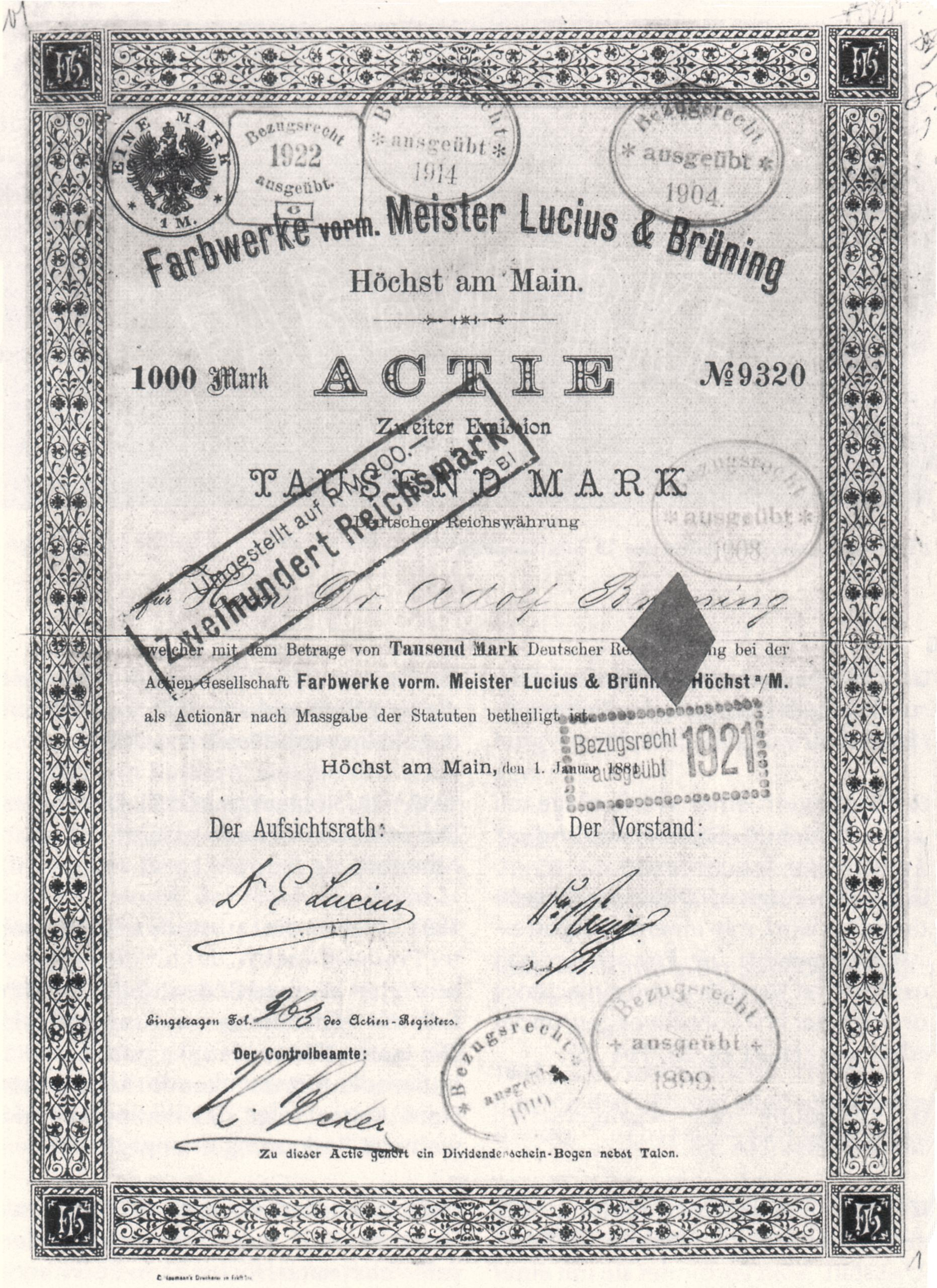
Акции фабрики до 1881 года

Утром 2 января 1863 года начала работу основанная Карлом Фридрихом Вильгельмом Майстером, Ойгеном Люциусом и Людвигом Августом Мюллером фабрика Theerfarbenfabrik Meister, Lucius & Co.. Помещения компании находились прямо на берегу реки Майн в небольшом городке Хёхст, который с 1928 года является районом Франкфурта-на-Майне. Хотя основатели были гражданами Вольного города Франкфурта, они основали свою компанию в соседнем герцогстве Нассау, которое, в отличие от враждебно настроенного к индустриализации торгового и финансового центра Франкфурта, поощряло создание промышленных компаний.
После ухода Мюллера в 1865 году его обязанности принял на себя Адольф фон Брюнинг, занимавший до этого должность технического директора, в связи с чем его часто называют одним из основателей. С момента прихода на рынок Брюнинга компания работала как Farbwerke Meister, Lucius & Brüning.
Изначально фабрика производила анилиновые красители, которые во второй половине 19 века стали называть каменноугольными красителями. В отличие от других красителей того времени, таких как индиго или марена, их можно было недорого получить из каменноугольной смолы, побочного продукта производства кокса. Первоначально фабрика производила фуксин и анилин, а с 1864 года также анилиновый зелёный (производное фуксина), разработанный Люциусом и Брюнингом. Это был первый зелёный текстильный краситель, который сохранял свой цвет даже при электрическом свете. Когда в качестве заказчика выступила французская императрица Евгения и компании удалось поставить большое количество красителей Höchst для текстильной промышленности в Лионе, это стало прорывом для недавно основанной компании.
В 1869 году компания Farbwerke вывела на высококонкурентный рынок красный краситель ализарин (марена красная). Благодаря новому запатентованному процессу Фердинанда Ризе, он быстро стал самым успешным продуктом компании. Производство безотлагательно переместили на площадку примерно в километре ниже по течению, благодаря чему появилось значительно больше места для новых заводов. Новый завод, который вскоре стал широко известен как Rotfabrik, был достроен в 1874 году, а затем был в несколько этапов расширен и теперь образует индустриальный парк Höchst.

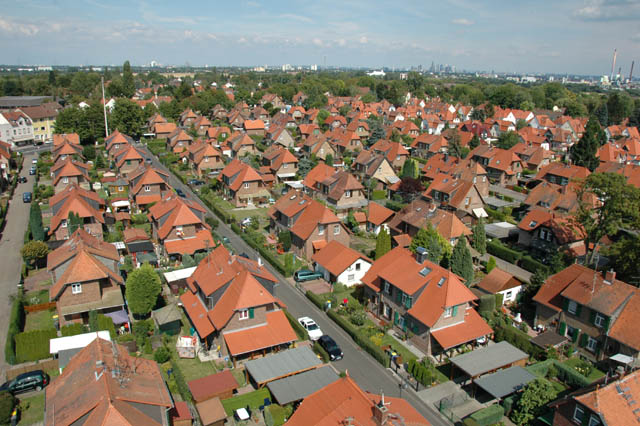
Поселение Цальсхайм

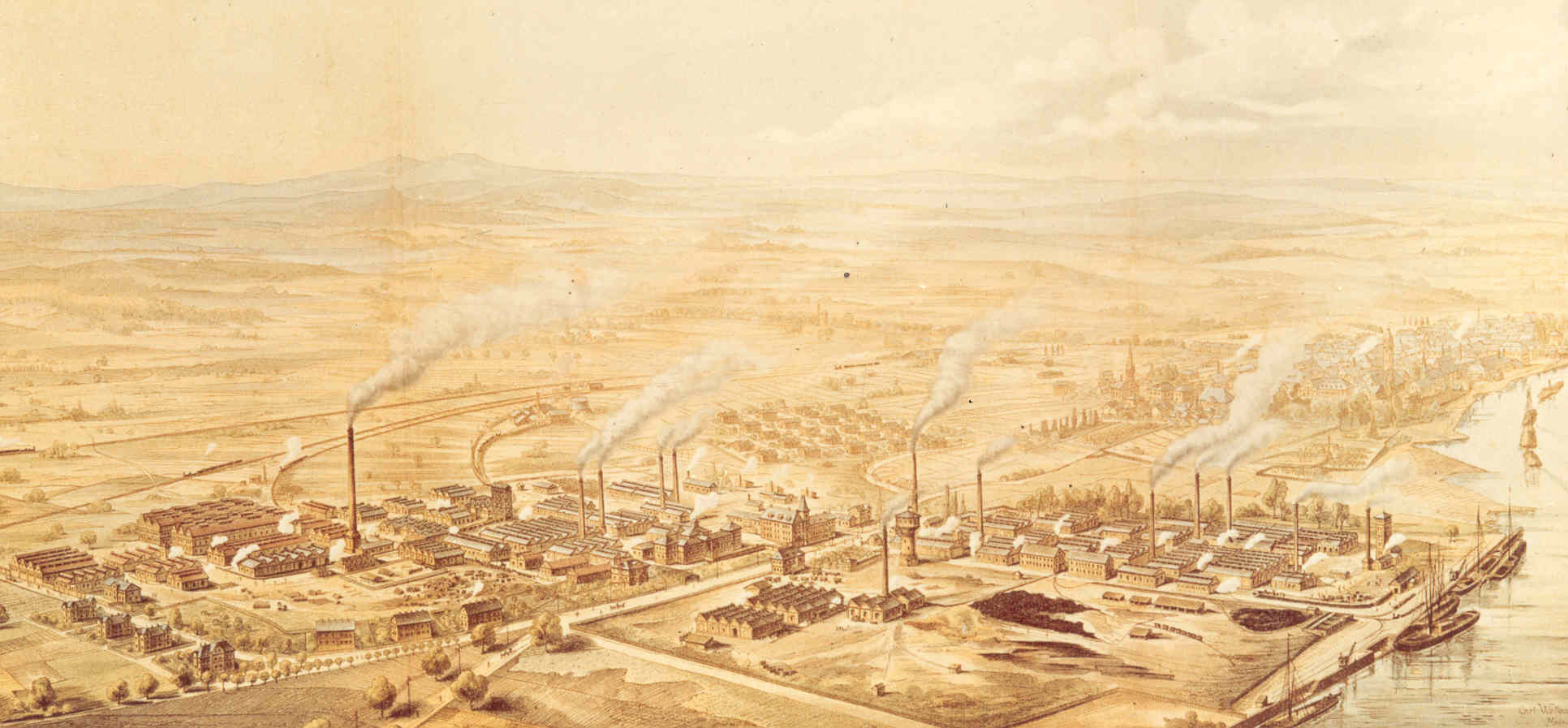
Расширение фабрики в 1888 году

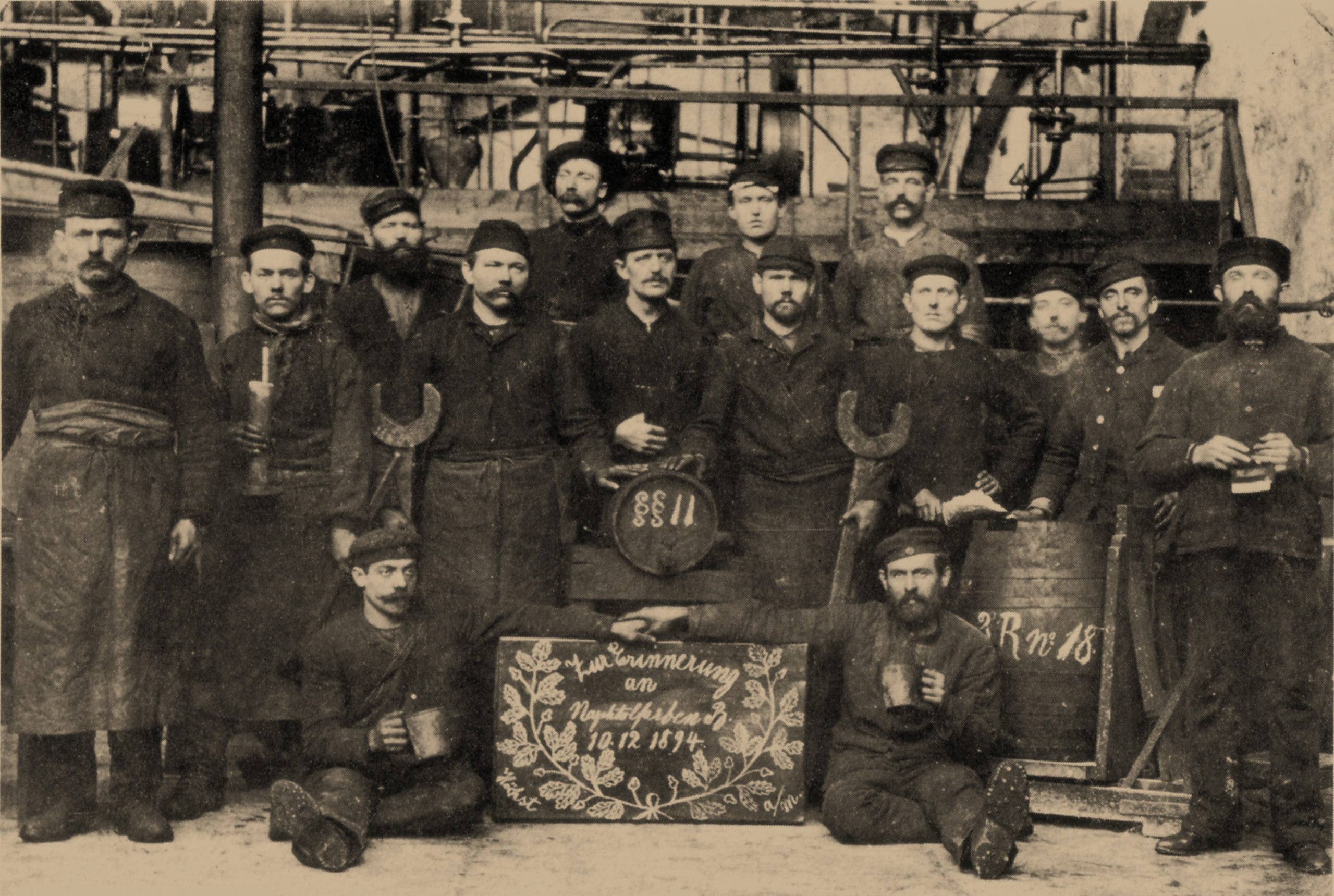
Рабочие, занимающиеся производством нафтола, в 1894 году

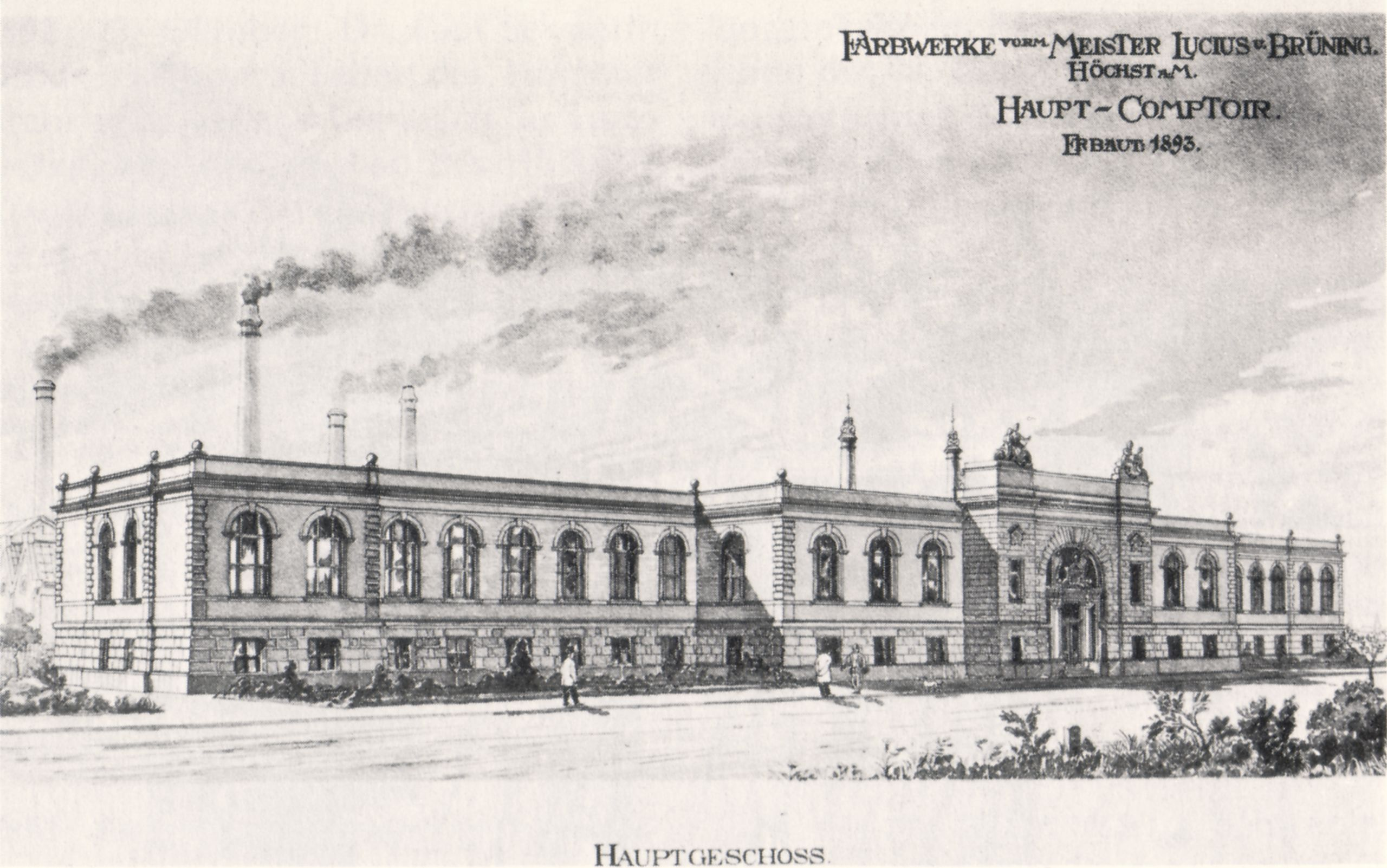
Главное здание фабрики в 1893 году

Чтобы обеспечить быстро растущее число работников и членов их семей, учредители разработали ряд социальных льгот компании, которые стали образцовыми для того времени. Фонд помощи больным рабочим, основанный в 1874 году, представлял собой медицинский фонд компании, который также обеспечивал социальную защиту рабочих и их родственников в случае несчастных случаев, инвалидности, профессиональных заболеваний, выхода на пенсию по старости и смерти. Медицинская служба компании была пионером в исследованиях профессиональных заболеваний. С 1874 по 1875 год первые квартиры рабочих были построены в поселении Seeacker в Хёхсте, а позже также в Унтерлидербахе и в поселении Цайльсхайм. В 1879 году Брюнинг основал Фонд кайзера Вильгельма, пенсионный фонд для рабочих Höchst, который также выдавал ипотечные ссуды на строительство домов. На сегодняшний день он финансирует недвижимость на открытом рынке под низкие процентные ставки как крупнейший пенсионный фонд VVAG.
В 1880 году небольшая компания превратилась в Farbwerke vorm. Meister, Lucius & Brüning AG, которая вскоре расширила производство. С 1881 года Rotfabrik также производит промежуточную продукцию, такую как неорганические кислоты, а в 1883 году началось производство синтетических лекарств. Первыми успешными лекарствами от Farbwerke были болеутоляющее и антипирин, а также иммунная сыворотка против дифтерии, разработанная Эмилем фон Берингом. В 1897 году начал производиться пирамидон (аминофеназон), который был примерно в три раза эффективнее антипирина.
За годы до Первой мировой войны компания превратилась в глобальную корпорацию, которая экспортировала 88 процентов своей продукции. Производственные мощности были также построены за границей: сначала в Москве в 1878 году, в городе Крей под Парижем в 1883 году и в порту Элсмир под Манчестером в 1908 году. В 1900 году фабрика основала новый завод в Герстхофене недалеко от Аугсбурга. Гидроэнергия реки Лех использовалась для энергоемкого синтеза индиго.
В 1904 году Farbwerke Höchst и Cassella Farbwerke путём взаимных инвестиций в акционерный капитал и поставок продукции сформировали союз, к которому в 1907 году примкнул химический завод Kalle в Бибрихе, образовав тройственный союз.
Фридрих Штольц в 1904 году синтезировал адреналин в лабораториях фабрики. Это был первый гормон, структура которого была точно известна и который можно было производить в чистом виде. В 1905 году Альфред Эйнхорн разработал новокаин, первый местный анестетик, не вызывающий привыкания. В 1910 году фабрики в Хёхсте начали производство сальварсана, разработанного Полом Эрлихом годом ранее. В юбилейный 1913 год компания, контрольный пакет акций которой все ещё принадлежал семьям-основателям, имела глобальный оборот в 100 миллионов долларов. В одном только Хёхсте работало около 9000 человек.

### С 1914 до 1952

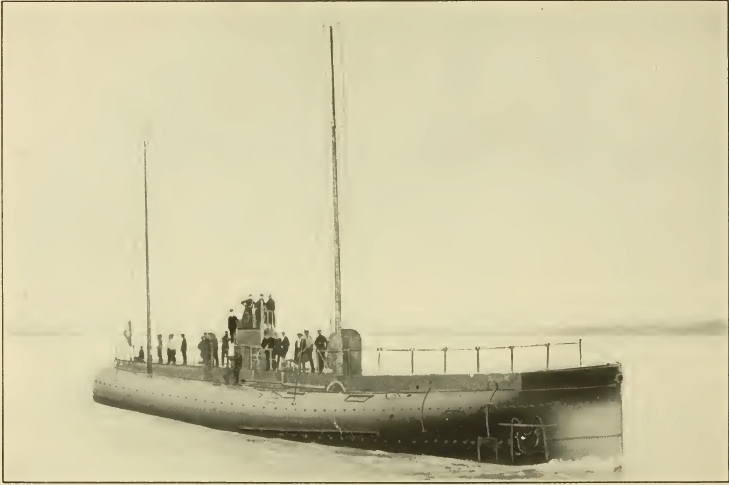
Торговая подводная лодка «Deutschland» на службе Hoechst AG, 1916 г

Первая мировая война стала поворотным моментом для ориентированной на экспорт компании, которая повлияла на её развитие в течение следующих тридцати лет. Иностранные организации, патенты и товарные знаки были экспроприированы, значительная часть мирового рынка была потеряна навсегда, поскольку военные противники развивали свои собственные отрасли. 3237 из 9200 сотрудников завода Höchst были призваны в армию в 1914 году, 547 из них погибли на войне. Направление развития основного завода было обусловлено переходом на военное производство. Аммиак, азотная кислота и аммиачная селитра заняли место красителей и лекарств. Из-за того, что на военную службу было призвано так много рабочих, возникла нехватка квалифицированных кадров. Поставки сырья пострадали от британской морской блокады. Тем не менее, первая немецкая торговая подводная лодка Deutschland к 1916 году успела дважды поставить в США продукцию Hoechst AG (включая Ализарин и Сальварсан).
| Год  | Количество рабочих |
| ---- | ------------------ |
| 1914 | 9.200              |
| 1915 | 6.000              |
| 1917 | 15.000             |
| 1919 | 10.000             |
| 1922 | 14.600             |
| 1929 | 11.000             |
| 1933 | 8.000              |
| 1944 | 11.784             |

В 1916 году Хёхст стал одним из основателей концерна немецких заводов по производству красок, картеля, который должен был координировать поставки сырья, контроль производства и стратегии продаж компаний, участвующих в условиях военной экономики. В 50-летнем контракте генеральный директор Адольф Хойзер постановил, чтобы Hoechst и Kalle получали ту же долю прибыли, что и BASF и Bayer, хотя в последние годы перед войной компания Hoechst отставала в росте, и ей нечего было противопоставить техническому лидерству BASF в области синтеза аммиака и современной инфраструктуры завода Bayer в Леверкузене. К тому же, компании, входящие в концерн, остались независимыми.
Окончание войны и Версальский договор стали новым бременем для фабрики: завод был оккупирован французскими войсками в 1918 году, нехватка угля и сырья, вынужденные переводы и нехватка иностранной валюты препятствовали переориентации и возвращению на мировой рынок. Вместо военного производства взрывчатых веществ, которое в конечном итоге составляло 70 % продаж, теперь в качестве репараций производились фармацевтические препараты, удобрения и пестициды.
К традиционным обезболивающим антипирину и пирамидону в 1922 году был добавлен новалгин, а в 1923 году Hoechst стала первой немецкой компанией, производящей инсулин по лицензии.
С 1920 по 1924 год Петер Беренс осуществлял строительство здания технического управления, которое сегодня считается одним из самых важных промышленных зданий в стиле экспрессионизма в Германии. В период строительства растущая инфляция в Германии привела к спорам относительно заработной платы и рабочего времени. В результате на заводе летом 1920 г. и осенью 1921 г. происходили демонстрации и беспорядки. В разгар инфляции в ноябре 1923 года рабочий зарабатывал 10 миллиардов марок в час; в свою очередь обед на заводской кухне стоил 4,5 миллиарда марок. В 1923 финансовом году нельзя было определить ни оборот, ни прибыль, ни выплату дивидендов.
В 1925 году фабрика объединилась в концерн IG Farben. Благодаря умелому ведению переговоров Хауйзером, фабрика приобрела те же 27,4 % акций концерна IG Farben, как и Bayer и BASF, остальные три фабрики AGFA, Griesheim-Elektron и Weilerter Meer принадлежали более мелким акционерам. IG Farben вкладывал свои инвестиции в новые продукты: каучук, синтез Фишера-Тропша и синтетические волокна. Производство происходило на новых заводах в Центральной Германии, где бурый уголь был дешёвой сырьевой базой. В результате традиционная основная фабрика Farbwerke Höchst осталась в стороне, продажи не вырастали, а количество сотрудников сократилось. Вместе с заводами в Фехенхайме, Грисхайме, Оффенбахе и заводом Беринга в Марбурге завод Farbwerke образовал операционную группу Mittelrhein, позже Майнгау. Новым директором завода стал Пол Дуден.
В 1930 году французская администрация прекратила свое существование, и последствия глобального экономического кризиса ударили по предприятиям по производству красителей. В последующие годы большая часть производства красителей была перемещена в другие города, для чего появилось новое оборудование по производству растворителей и полимеров. Сокращение численности основного завода в Хёхсте произошло частично из-за досрочного выхода на пенсию, частично из-за увольнений. Для смягчения социальных последствий существующее с 1931 года чрезвычайное общество рабочих IG Farbenindustrie AG Werk Hoechst собирает пожертвования для оказания материальной помощи нуждающимся. Весной 1931 года руководство завода ввело сокращённый рабочий день. Еженедельное рабочее время было сокращено до 40 часов. Лишь в конце 1936 года была восстановлена нормальная продолжительность рабочего дня — 48 часов в неделю.
С захватом власти национал-социалистами в 1933 году начался захват контроля над предприятиями IG Farben, чему компания не оказывала активного сопротивления. Директор завода Людвиг Херманн, занимавший эту должность с 1 января 1933 года, превратился в восторженного сторонника Гитлера. 1 августа 1935 года ему разрешили вступить в НСДАП по специальному разрешению гауляйтера, несмотря на запрет на членство в то время. В период с 1933 по 1938 год все еврейские служащие были вынуждены покинуть компанию. Еврейские члены наблюдательного совета, включая Карла фон Вайнберга и почетных граждан Франкфурта Лео Ганса и Артура фон Вайнберга, также были изгнаны из своих офисов.
В соответствии с четырехлетним планом 1936 года началась подготовка к возобновлению войны в условиях самодостаточности сырья, необходимого для военных действий. В начале Второй мировой войны в 1939 году огромное количество сотрудников было призвано на военную службу, а затем они были заменены военнопленными, иностранными и подневольными работниками. В октябре 1944 года на заводе Höchst насчитывалось 11 784 человека, из которых 3021 человек были подневольными работниками (2302 мужчины и 719 женщин), и 142 заключенных. Во время войны в общей сложности около 8 500 человек из оккупированных европейских стран были вынуждены работать на заводе в Хёхсте, где они жили в лагере в суровых условиях и в основном с недостаточным питанием.
Военные события практически не повлияли на завод, несмотря на то что Франкфурт регулярно становился целью авианалетов союзников на Франкфурт-на-Майне, особенно с осени 1943 года. Только 29 июня 1940 года во время авианалета на город попало несколько фугасных авиабомб, одна из которых попала в Беренсбау. Весь остальной период войны Höchst и BASF избежали воздушных налетов.
В 1937 году химикам Отто Эйслебу и Отто Шауманну удалось синтезировать петидин, опиоид, который был представлен в 1939 году под торговой маркой Dolantin. Во время войны он производился в больших количествах как заменитель морфина для Вермахта. В 1939 году в Хёхсте Макс Бокмюль и Густав Эрхарт синтезировали метадон (2-диметиламино-4,4-дифенилгептанон-(5)), который во время войны не прошел дальше стадии клинических испытаний.
В 1943 году завод Höchst поставлял препараты для фармацевтических экспериментов СС в концентрационном лагере Бухенвальд, в котором заключенные были намеренно заражены тифом. В этих экспериментах погибло множество подопытных. Директор завода Карл Лаутеншлегер первоначально запросил клинические испытания, чтобы иметь возможность протестировать активные ингредиенты гранулята акридина и рутенола, разработанные в Хёхсте, но поставку прекратили после того, как он смог сделать вывод из отчетов, что испытания нарушали законы и профессиональные медицинские стандарты.
В 1942 году начались попытки производства пенициллина. Они оказались успешны, однако запланированное количество пенициллина не могло производиться до конца войны. В январе 1945 года производство частично остановилось из-за нехватки угля. Производство было полностью остановлено 27 марта 1945 года.

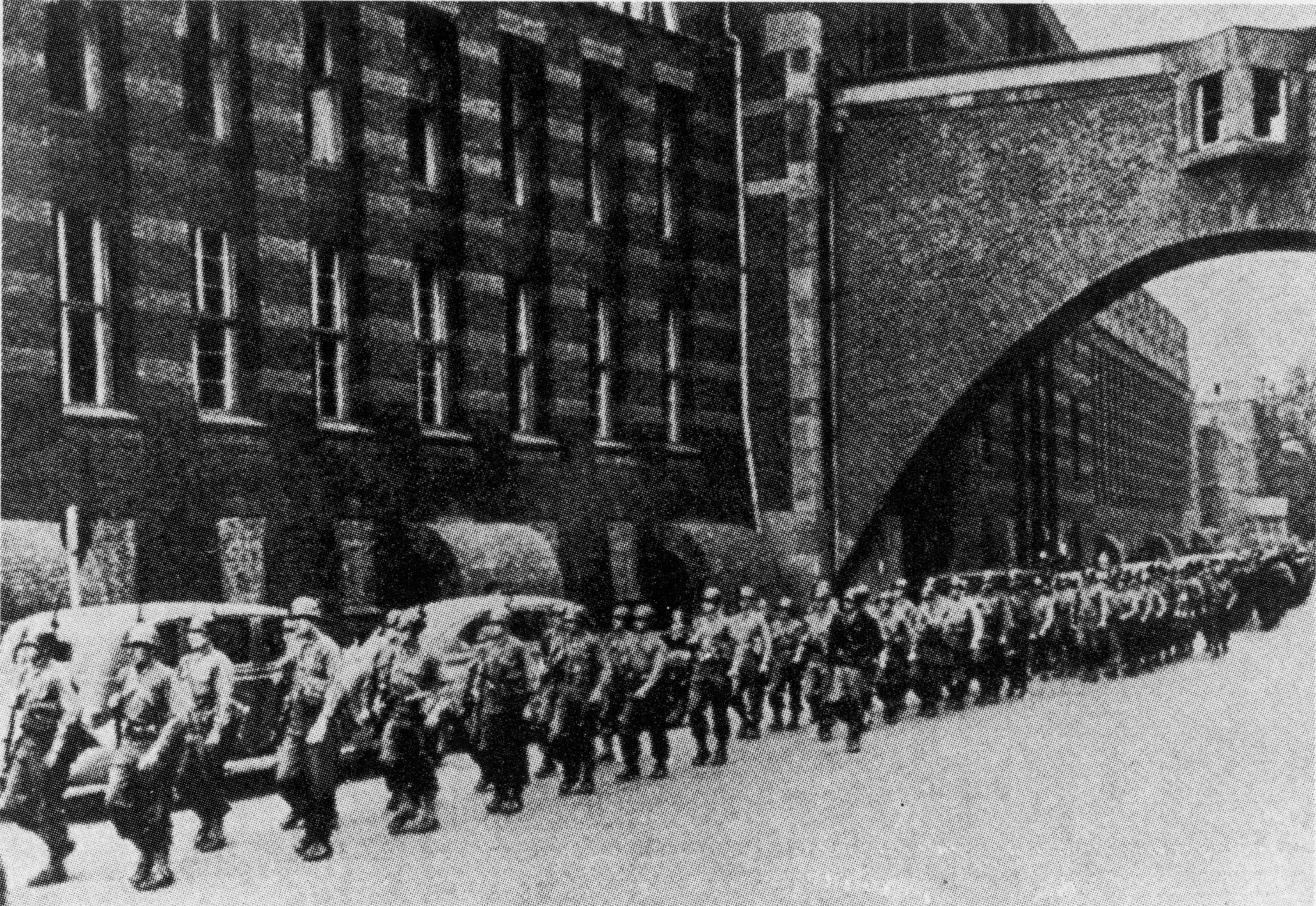
Завод Höchst взят без боя 28 марта 1945 года

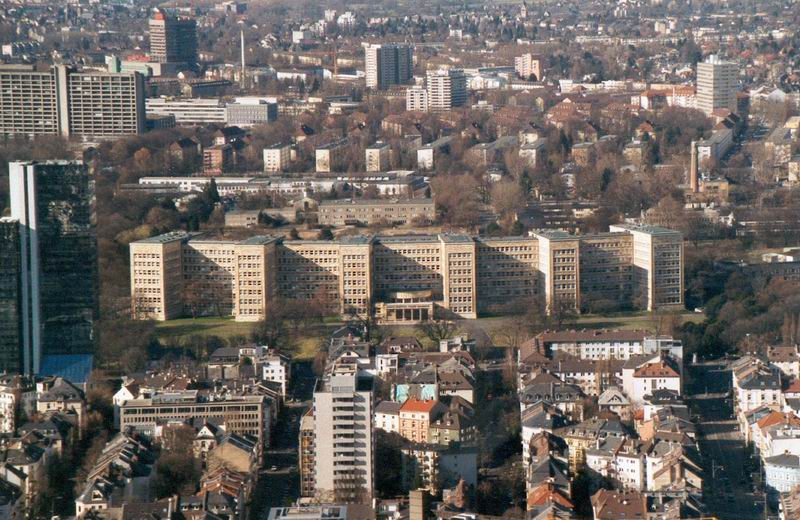
Здание IG Farben как американская штаб-квартира в 1945 году

28 марта 1945 года американские войска, пришедшие с запада и Оппенгейма, заняли заброшенные и уцелевшие помещения фабрики и немедленно забрали содержимое здания IG Farben, казино и медицинского отдела компании. Вскоре после того, как завод Höchst был оккупирован, снова было запущено производство инсулина, необходимого для диабетиков. Однако из-за нехватки угля некоторые производственные предприятия приходилось снова и снова закрывать в первые послевоенные годы. В некоторых случаях там производили повседневные товары, такие как воск для полов или заварной крем.
5 июля 1945 года военное правительство приказом № 2 к закону № 32 приказало конфисковать все имущество IG Farben. Заводы были переданы под военное управление союзников. К апрелю 1946 года около 380 руководителей, которые были членами НСДАП и её организаций, были уволены, в том числе руководитель завода Лаутеншлегер, его заместитель главного инженера Яне и впоследствии генеральный директор Hoechst Карл Виннакер. В 1947 году Лаутеншлегер и Йене вместе с 21 другим руководителем IG Farben встали перед Нюрнбергским судом по военным преступлениям. Суд оправдал Лаутеншлегера 30 июля 1948 г. за отсутствием доказательств. Яне был приговорен к одному году и шести месяцам тюремного заключения за мародерство и грабеж.
После захвата американские власти первоначально планировали разделить завод Höchst на пять независимых предприятий: фармацевтическую, красильную, органическую и неорганическую химическую продукцию, средство защиты растений и предприятие по производству удобрений. Однако разобраться в инфраструктуре и производственной сети завода, разросшегося за семьдесят лет, оказалось технически невозможно. Поэтому весной 1947 года от этих планов отказались, как и от планового демонтажа предприятий IG Farben Оффенбах и Грисхайм. С августа 1947 года завод Höchst работал под управлением администрации Farbwerke Hoechst США. Продажи достигли 77 миллионов рейхсмарок, из которых 24 миллиона получали с продажи лекарств и химикатов, 17 миллионов — с продажи красителей, 6 миллионов — с продажи удобрений и 5 миллионов — с продажи пестицидов. Экспорт составил 200 000 рейхсмарок, красители и химикаты вывозились в пять соседних стран.

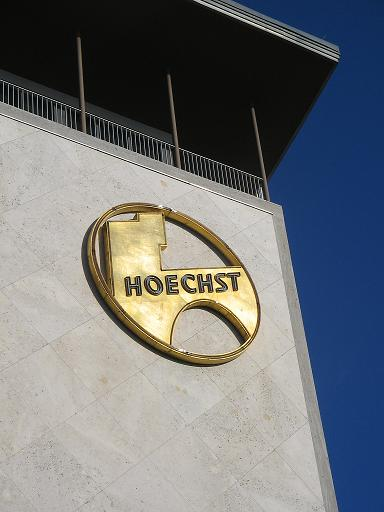
Эмблема компании Башня и мост в здании Hoechst в Берлине

Также в 1947 году появилась первая версия более позднего всемирно известного логотипа Башня и мост здания технического управления, спроектированного Петером Беренсом.
Денежная реформа 21 июня 1948 года и постепенная отмена принудительного земледелия положили начало явлению, которое позже войдет в историю как экономическое чудо. Вскоре после денежной реформы некоммерческое строительство квартир для рабочих компании начало сокращать нехватку жилья, вызванную разрушительной войной и приемом беженцев. В 1949 году американский орган власти одобрил открытие первого иностранного отделения в Швейцарии.
В 1950 году началось производство пенициллина на заводе в Хёхсте, мощность которого была достаточна для обеспечения всего немецкого рынка. На торжественном открытии завода помимо американского верховного комиссара Джона Джея Макклоя приняли участие лорд-мэр Франкфурта Вальтер Кольб, а также представители правительства земли Гессен и федерального правительства. Компания теперь именовалась Farbwerke Hoechst vormals Meister Lucius & Brüning US Administration. Продажи в Хёхсте выросли со 163 миллионов немецких марок в 1949 г. до 253 миллионов в 1950 г.
Закон № 35 Верховной комиссии союзников установил условия для разделения IG Farben, что подразумевает создание компаний-преемников. Основное внимание было уделено зонам оккупации. Farbwerke Hoechst Aktiengesellschaft, ранее Meister Lucius & Brüning, основанная 7 декабря 1951 года, наконец, включала в себя большую часть IG Farben. Помимо завода Höchst, входили также заводы в Грисхайме, Оффенбахе, Герстхофене и Гендорфе и, как дочерние предприятия, Knapsack-Griesheim AG, завод в Бобингене (где производились синтетического волокна Perlon с 1950 году), заводы Behring в Марбурге, и Kalle AG в Висбадене, а также акции Wacker Chemie и Sigri (сегодня SGL Carbon).

### С 1952 до 1974
1 января 1952 г. IG Farben ликвидировали и с тех пор называли себя IG Farbenindustrie AG. Единственной задачей нового предприятия являлось управление старыми запросами и ответственность за юридические последствия преступлений, совершенных в нацистскую эпоху, в то время как их общества-преемники развивались свободно. С 1950 по 1953 год в региональном суде Франкфурта-на-Майне проводился типовой судебный процесс с требованием компенсации за подневольных работников в нацистскую эпоху (Норберт Волльхейм против IG Farbenindustrie AG). Процесс завершился во второй инстанции в Высшем земельном суде Франкфурта-на-Майне в 1958 году глобальным мировым соглашением, согласно которому компания IG Farbenindustrie AG выплатила в общей сложности 30 миллионов немецких марок нескольким тысячам бывших подневольных рабочих.
В первый финансовый 1952 год в Farbwerke работало 15 000 человек на главном заводе компании и почти 27 000 человек на концернах. Товарооборот составил около 750 миллионов немецких марок, из которых около 20 процентов пришлись на экспорт. Ещё в 1952 году компания Hoechst приобрела химический завод Uhde в Дортмунде. Уставной капитал завода в размере всего 100 000 немецких марок был установлен на внеочередном общем собрании 27 марта 1953 года, до 1 января 1952 года он составлял 285,7 миллиона немецких марок. Это соответствовало оценке IG Farben в соглашении о взносах от 26 марта 1953 г. Дивиденды в размере четырёх процентов были выплачены на счет уставного капитала в первый финансовый год. Таким образом, после BASF и Bayer, Farbwerke Hoechst был самым маленьким из трех крупных преемников IG Farben.
Несмотря на трудные переговоры, Farbwerke не удалось реинтегрировать в группу заводы Cassella, которые были связаны с Hoechst с 1904 года. Farbwerke досталось тогда чуть более 25 процентов. Такую же долю получили BASF и Bayer.
Первым председателем совета директоров компании Hoechst (с 1952 по 1969 год) был Карл Виннакер, а председателем наблюдательного совета был Хуго Цинсер. Каждый из 12 членов совета директоров первоначально получал ежемесячную зарплату в размере 6000 немецких марок. Все инвестиции, превышающие 5000 немецких марок, сначала должны были быть одобрены контролирующим органом. Только 27 марта 1953 года компания была окончательно освобождена от контроля. В том же году в Сомервилле (штат Нью-Джерси) была основана американская компания Hoechst Co. как первая зарубежная дочерняя компания с помощью немецких химиков.
С 1955 по 1963 год Фридрих Йене был председателем наблюдательного совета. После осуждения по делу IG Farben он был освобожден из тюрьмы в конце 1948 года.
В 1956 году на рынке появились первые пероральные антидиабетические препараты Растинон и Эуглюкон. Они принадлежали к новому классу активных ингредиентов сульфонилмочевины, которые исследовательскому центру Hoechst удалось произвести вместе с Boehringer Mannheim. В качестве подарка к 600-летию города Hoechst Farbwerke построил общественный бассейн Силобад. Также в 1956 году по случаю основания Института ядерной физики Hoechst передал Франкфуртскому университету исследовательский реактор, который был введен в эксплуатацию в 1958 году в качестве второго ядерного реактора в ФРГ.
В 1957 году Hoechst была первой европейской компанией, установившей компьютерную систему. Универсальный компьютер типа IBM 705, оснащенный тысячами электронных ламп, принадлежал к наиболее мощной категории систем обработки данных для коммерческих и научных задач в то время. Его основная память могла хранить 20 000 символов, а центральный процессор выполнял 400 операций умножения в секунду. Он использовался до начала 1960-х гг.
К концу 1950-х годов объём продаж утроился до 2,7 миллиарда марок, а количество сотрудников в концерне выросло до 50 000 человек. Рост был обусловлен появлением большого количества новых продуктов, особенно синтетических волокон (Trevira) и пластмасс. С 1954 года Hoechst производит поливинилхлорид, а с 1955 года также производит полиэтилен под торговой маркой Hostalen с использованием процесса Циглера-Натта. Предпосылкой производства новых продуктов стал перевод сырьевой базы с углехимии на нефтехимию. В прошлом необходимый ацетилен получали из карбида, для производства которого требовалось много электроэнергии, поэтому вскоре в 1955 году в Hoechst была построена установка для крекинга тяжелой сырой нефти, так называемая установка установка Koker. Завод мог поставлять около 20 000 тонн этилена в год, а также метан, этан и пропилен. Стометровая колонна и постоянно горящий факел наверху были визитной карточкой завода Höchst в течение 20 лет. На другом заводе, с помощью высокотемпературного пиролиза, помимо этилена можно было производить ацетилен из легкого бензина. Таким образом, у Farbwerke была сырьевая база, из которой, помимо пластмасс, можно было производить ацетальдегид, уксусную кислоту, винилацетат, поливиниловый спирт, а также продукты, полученные из них, такие как сорбиновая кислота.

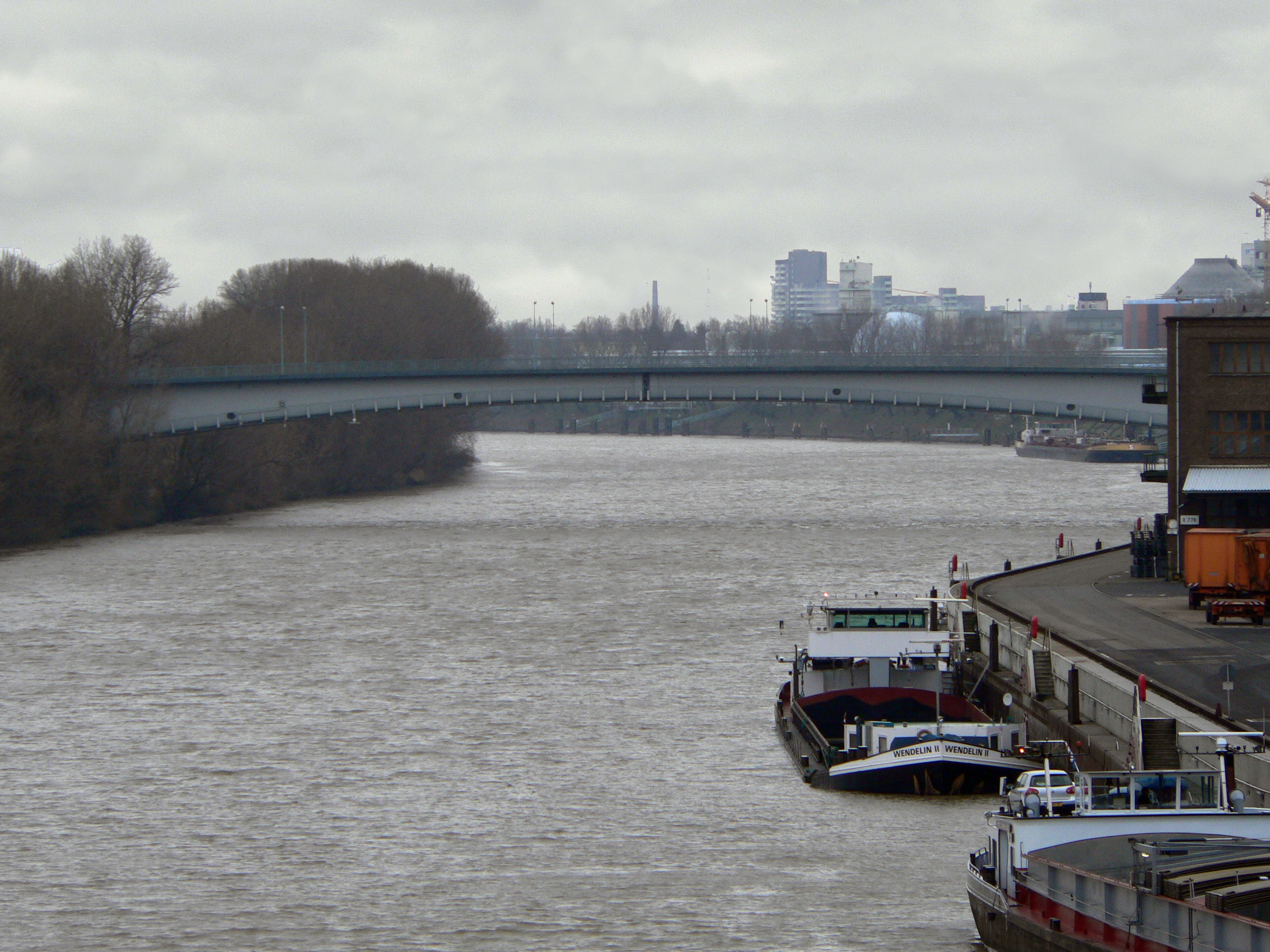
Центральный заводской мост

Поскольку к тому времени завод Hoechst занимал огромную территорию по всей Германии, для расширения оставалось только свободное пространство к югу от Майна, в 1960 году было решено построить центральный заводской мост. Гидравлические сооружения и главная лаборатория, открытые в сентябре 1960 года, были первыми зданиями в новом районе Südwerk, в которые вкладывали значительную часть инвестиций.
В 1961 году в Кельстербахе, в нескольких километрах от Hoechst, открылось новое производство. На новом месте, куда поставлялось сырье с соседнего нефтеперерабатывающего завода Caltex в Раунхайме, лакокрасочного завода Höchst и Ticona, совместного предприятия Hoechst и Celanese, в основном производили пластмассы для технических применений под торговой маркой Hostaform.

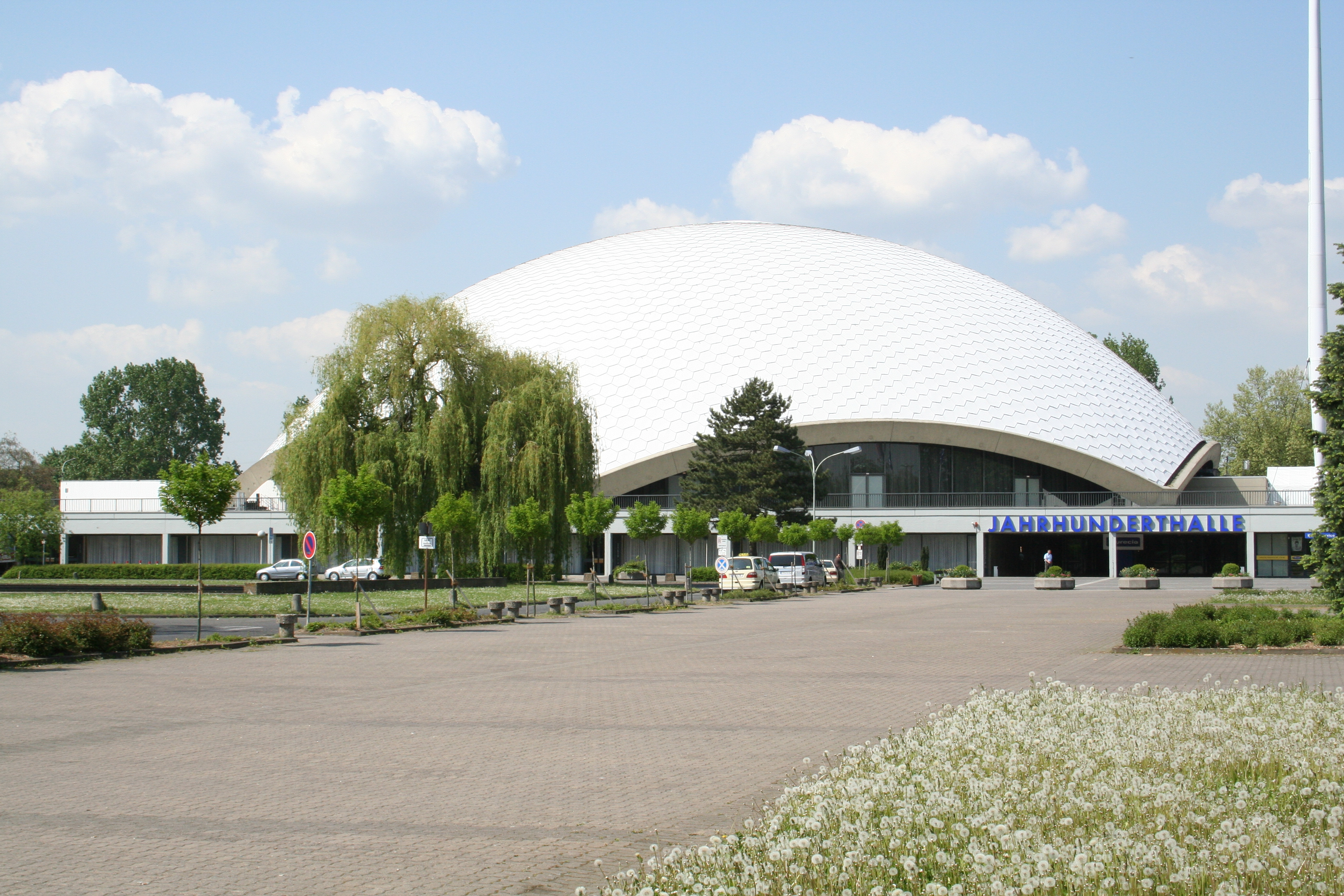
Зал столетия

В 1963 году к столетнему юбилею компания Farbwerke Hoechst построила зал столетия. В юбилейный год в Farbwerke Hoechst AG работало 63 000 человек, в том числе 8 000 за рубежом, а годовой объём продаж составил 3,5 миллиарда немецких марок, 41 % из которых реализован в более чем 70 странах за пределами Германии. 230 000 акционеров, в том числе около 20 000 сотрудников-акционеров, разделили акционерный капитал в размере 770 млн немецких марок. Дивиденды выросли до 18 %, но размер уставного капитала и прибыльность были значительно ниже, чем у похожих американских компаний.
В 1964 году компания Hoechst приобрела большую часть акций химического завода Albert в Майнце-Амёнебурге, где, помимо фармацевтических препаратов, производились синтетические смолы. Производство Hostaflon началось на заводе Gendorf. Одним из основных драйверов продаж фармацевтического подразделения Hoechst стал на долгие годы диуретик Lasix.
В 1965 году компания Hoechst впервые сделала крупные инвестиции в области защиты окружающей среды. На главном предприятии была запущена первая стадия биологической очистки сточных вод. В то время это была первая установка биологической очистки промышленных сточных вод в Европе. Международная компания Hoechst, в которой сейчас насчитывается около 120 стран, была разделена на множество национальных компаний, которые объединяют деятельность всех концернов в соответствующей стране. В том же году концерн стал акционером мануфактуры Höchst; доля перестала существовать после реструктуризации компании в 2001 году.
С вводом в эксплуатацию фабрик по производству волокна в Бад-Херсфельде и Спартанберге (Южная Каролина), завода во Флиссингене по производству фосфорных продуктов и принятием большей части Spinnstoffabrik Zehlendorf AG в Берлине концерн продолжил расти. В 1967 году компания Hoechst приобрела Süddeutsche Zellwolle AG в Кельхайме и Reichhold Chemie AG в Гамбурге. В том же году новый фармацевтический продукт H600 был введен в эксплуатацию на главном заводе, одном из крупнейших заводских зданий в Европе. Впервые более половины выручки от продаж в размере 6,6 миллиарда немецких марок было получено за рубежом. Между тем, недельное рабочее время уменьшилось до 41,25 часа. Новые элементы корпоративной социальной политики, такие как годовая премия по результатам работы и жилищное финансирование, дополнили традиционные инструменты, так, например, продолжалось строительство корпоративных квартир или компания начисляла денежный бонус за лояльность, выплачиваемый в соответствии со стажем работы. Начиная с 1969 года, работникам больше платили не по пачке, а по безналичному расчету и ежемесячно.
В 1968 году последовали другие заимствования, в том числе контрольный пакет акций французской фармацевтической компании Roussel Uclaf, специализирующейся на гормонах, дюссельдорфской косметической компании Marbert и Farbwerke Schröder & Stadelmann в Ланштайне. В 1969 году мировые продажи впервые превысили порог в 10 млрд немецких марок. Рольф Саммет стал председателем правления как преемник Карла Виннакера.
1 января 1970 года Farbwerke смогла приобрести акции других преемников Farben в Касселле в результате сделки, названной прессой консолидацией земель. В свою очередь, Hoechst передала компании Bayer свою долю в химическом заводе Hüls. Также произошел обмен активами между Bayer и BASF. Это положило конец последним схваткам между преемниками IG Farben.
1 января 1970 года произошла реорганизация компании. Теперь у компании появилось 14 бизнес-направлений. Внутренние смежные функции, такие как закупки, подбор персонала, финансы и бухгалтерский учёт, были обозначены как отделы, из которых отдел инжиниринга был самым большим. Иностранные представительства были объединены в национальные или региональные компании. Каждый из 14 или около того членов Исполнительного совета отвечал за несколько сфер деятельности, отделов или регионов. Эта организационная структура сохранялась до начала 1990-х годов.

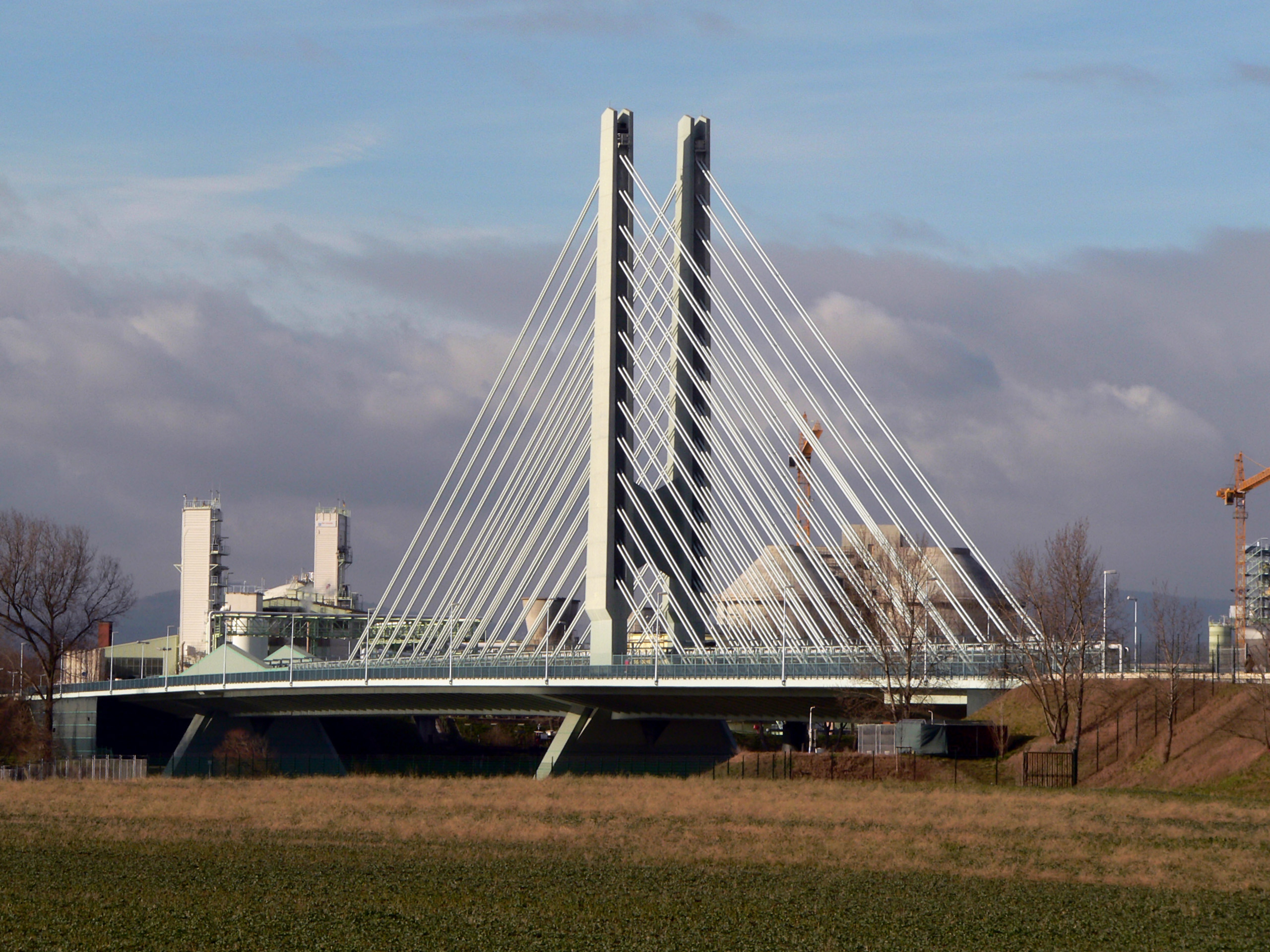
Западный мост между Зиндлингеном и Кельстербахом, построенный между 1970 и 1972 годами

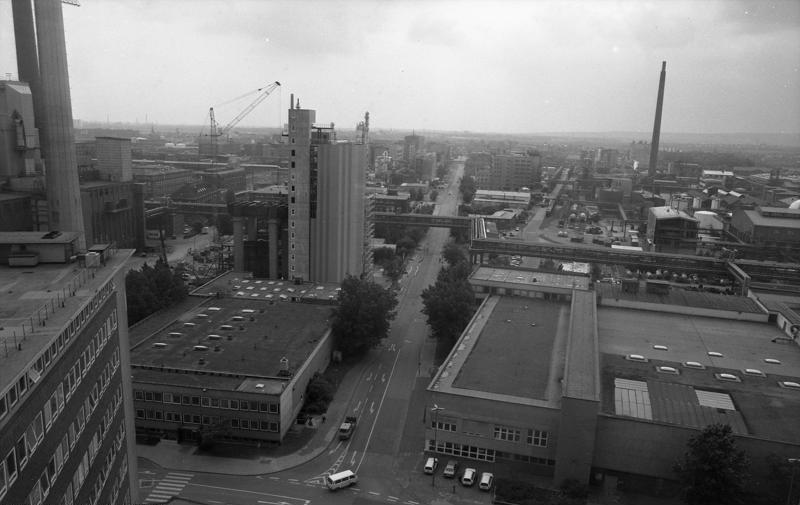
Помещение фабрики в 1988 г

В 1970 году в Farbwerke Hoechst была введена 40-часовая рабочая неделя. Дивиденды, составляющие 10 немецких марок на акцию при номинальной стоимости 50 немецких марок, достигли уровня, который не повышался до 1985 года. Уже в 1971 году перевод обменного курса с немецкой марки на доллар привел к снижению прибыли, несмотря на увеличение продаж, так что дивиденды пришлось снизить до 7,50 немецких марок. В 1972 году в группе Hoechst работало 146 300 человек, а её годовой оборот составил 13,6 млрд немецких марок. В эту группу был включен Herberts GmbH в Вуппертале, производитель автомобильных красок со штатом около 5000 сотрудников по всему миру, а также завод волокна Ernst Michalke GmbH. & Co. в Лангвейд-ам-Лехе. Недавно выпущенный препарат Трентал против нарушений кровообращения вскоре стал самым продаваемым лекарством на многие годы.

### С 1974 до 1990
В 1974 году компания отказалась от своего старого названия Farbwerke Hoechst AG, ранее именовавшееся Meister Lucius & Brüning, и с тех пор стала называться Hoechst Aktiengesellschaft. В том же году компания Hoechst приобрела более 56 % французской фармацевтической компании Roussel-Uclaf. Первый нефтяной кризис 1973 года привел к значительным сокращениям из-за роста цен на сырье. Экономический кризис, который начался в следующем году, заставил компанию рационализироваться. Во второй половине 1974 года компания Hoechst впервые ввела краткосрочную работу для примерно 5000 сотрудников в подразделениях по производству волокон, красок и покрытий. В том же году компания Infotec GmbH, которая возникла в Висбаденер Калле, выпустила Infotec 6000, первый в Европе цифровой факсимильный аппарат. Технология Infotec 6000 легла в основу все ещё действующего стандарта факсов G3.
В 1975 году компания Hoechst закрыла собственные нефтехимические заводы по поставке этилена и приобрела четверть акций нефтеперерабатывающей компании UK Wesseling. С тех пор заводы в Хёхсте и Кельстербахе снабжались сырьем по трубопроводу, идущему из Роттердама вдоль Рейна в Людвигсхафен.
Углубляющаяся рецессия 1975 года привела к падению прибылей, несмотря на рационализацию и краткосрочную работу, которую вряд ли можно было компенсировать в последующие годы. Хотя мировые продажи за это время выросли до 20,7 миллиарда марок, дивиденды пришлось снизить с 9 марок в предыдущем году до 7 марок. Рентабельность капитала концерна составила всего 5,8 %, но в следующем году снова выросла до 11,1 %. В 1975 году в группе работало 182 470 человек по всему миру.
После увеличения прибыли на долю дивидендов в 1976 году приходилось только 6 немецких марок. Прибыль концерна снизилась вдвое до 304 миллионов немецких марок при почти постоянных продажах. Только в области производства волокон были зафиксированы убытки в размере 241 млн немецких марок, краски и пластмассы также пострадали от ослабления мировой экономики. В секторе волокна были остановки производства, например, на заводе по производству нитей Perlon на дочернем предприятии Spinnstoffwerke Zehlendorf в Берлине. Бизнес восстановился в 1978 и 1979 годах, так что дивиденды за 1979 год можно было снова увеличить.

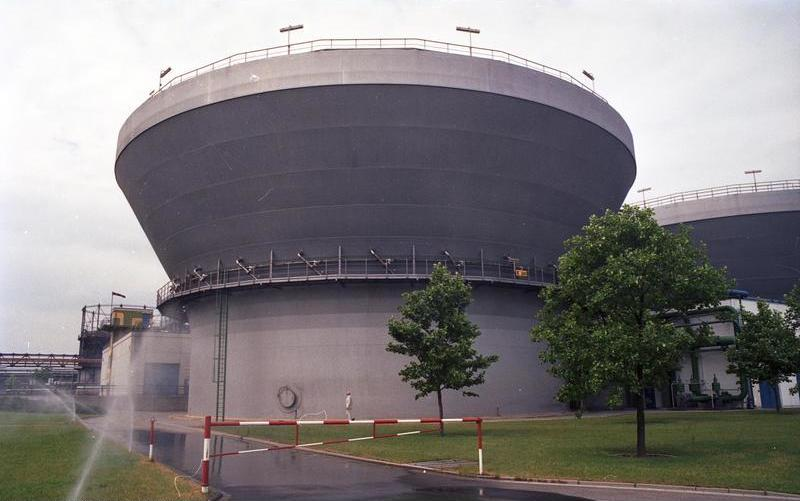
Реактор Biohoch для биологической очистки сточных вод на заводе Höchst

С 1979 года на различных заводах в Германии были построены недавно разработанные биореакторы для биологической очистки сточных вод. Конструкции высотой от 15 до 30 метров позволили более эффективно очищать сточные воды, в то же время требуя меньше энергии и пространства, чем более ранние бетонные бассейны.
Клафоран, парентеральный цефалоспорин, введенный в производство в 1980 году, стал успешным антибиотиком и заменил Трентал в качестве самого продаваемого препарата от Hoechst в 1990-х годах.
В начале 80-х годов объём продаж превысил 34 миллиарда немецких марок из-за высоких цен на сырье. Однако годовой профицит упал. В частности, 1982 год оказался одним из самых слабых с финансовой точки зрения — всего 317 миллионов марок. Слабое развитие произошло в основном за счет пластмасс и сельского хозяйства.
В 1982 году Кувейт приобрел почти 25 % акций Hoechst AG. Акции французской дочерней компанией Roussel-Uclaf, которую левое коалиционное правительство под руководством премьер-министра Пьера Моруа хотело национализировать, удалось приобрести путем переговоров. Hoechst пришлось всего лишь уменьшить свою долю с 57,9 % до 54,5 %.
На ежегодном общем собрании 1983 года представители концернов впервые выступили в качестве оппонента. Они обвинили администрацию в недостаточных усилиях по охране окружающей среды и потребовали отказа от дивидендов и использования «всей балансовой прибыли на цели охраны окружающей среды». Среди акционеров возникли волнения. Полиция временно задержала одного из оппонентов.
В том же году компания объявила, что инвестиционные, операционные и расходы на исследования достигли 1,2 миллиарда немецких марок. Чтобы инициировать «социально приемлемое сокращение штатов», Hoechst впервые предложил досрочный выход на пенсию пожилым работникам в возрасте 58 лет и старше.
В 1984 году Hoechst отказался от своей доли в UK Wesseling и приобрел все акции Ruhrchemie в Оберхаузене. Спустя шестьдесят лет на главном предприятии производство удобрений из аммиака и азотной кислоты было остановлено. До этого символом завода Höchst был жёлтый столб дыма от завода по производству азотной кислоты.
В 1984 году на заводе Хёхст была подана заявка на строительство завода по производству инсулина с использованием биотехнологического процесса из генетически модифицированных бактерий кишечной палочки. Завершение строительства нового здания завода было отложено из-за неясной правовой ситуации и сопротивления красно-зеленого правительства штата, которое находилось у власти с 1985 года. Только после того, как в 1990 году административный суд Франкфурта отклонил судебные иски, завод был введен в эксплуатацию в 1998 году. Эта задержка, которая обошлась заводу Хёхст в 300 миллионов немецких марок, означала, что отныне руководство группы выбирало другие места для подобных проектов.
Пенсионный фонд, ранее предназначавшийся для служащих, также был открыт для рабочих в 1984 году. 80 % рабочих начали использовать новое предложение.
В 1985 году Вольфганг Хильгер сменил Рольфа Саммета на должности генерального директора, который занимал этот пост с 1969 года. В 1986 году из-за подозреваемых серьёзных побочных эффектов Hoechst был вынужден прекратить продажу антидепрессанта Alival, введенного в производство в 1976 году. 1 ноября 1986 года на химическом заводе Schweizerhalle недалеко от Базеля произошел пожар, а вода для пожаротушения просочилась в Рейн и вызвала серьёзную гибель рыб. После этого химическая промышленность подверглась критике со стороны общественности. В ответ Hoechst опубликовал руководство по охране окружающей среды и безопасности.
В начале 1987 года Hoechst приобрел за более чем 5 миллиардов немецких марок американскую химическую компанию Celanese Corporation и объединил её с американской дочерней компанией Hoechst, чтобы сформировать Hoechst Celanese Corporation. В то время это была самая крупная иностранная инвестиция немецкой компании. Юрген Дорманн, отвечавший в то время за сотрудничество с США, охарактеризовал это словами: «Продвижение в новое измерение, количественно и качественно». После поглощения рынок США достиг того же уровня, что и рынок Германии, и составил 25 % товарооборота концерна, 37 миллиардов немецких марок. После расширения компания Hoechst укрепила свои позиции на рынке, особенно в области технических волокон и органических химикатов. Микроволокна Trevira Finesse и Trevira Micronesse были внедрены в текстильную промышленность, первоначально в основном для спортивной одежды. После завершения токсикологических испытаний подсластитель ацесульфам (Sunett), случайно обнаруженный в 1967 г., получил одобрение во многих странах.

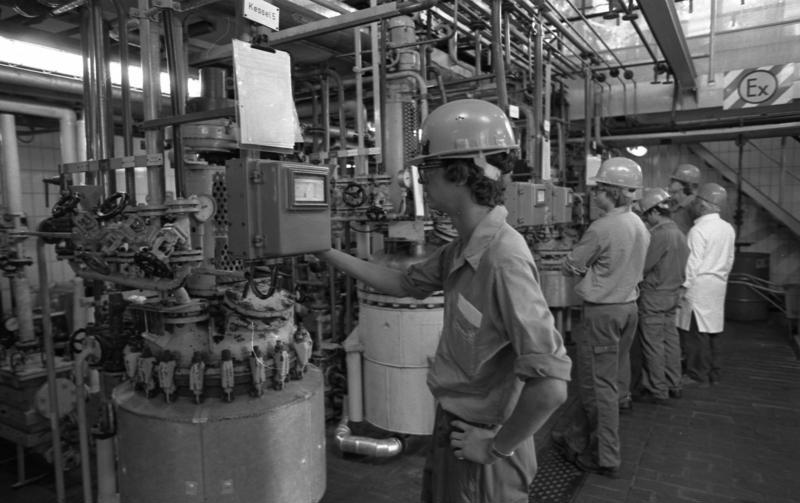
Профессиональное обучение в Hoechst AG (1982)

На основании Монреальского протокола от 16 сентября 1987 г. ограничивалось использование хлорфторуглеродов, основных виновников образования озоновых дыр, впервые обнаруженных в 1977 г. Hoechst, как крупнейший европейский производитель ХФУ, отклонил просьбы о прекращении производства ХФУ, но предложил циркулировать использованные хладагенты в замкнутом контуре. Лишь в 1990 году компания объявила, что она постепенно прекратит производство ХФУ к 1995 году.
В 1987 г. Было заключено коллективное соглашение о заработной плате, согласно которому отменялись различные системы оплаты труда рабочих и служащих и была создана единая 13-уровневая система заработной платы. Внутренний коллективный договор, заключенный между Hoechst и профсоюзом химиков, дополнил коллективный договор, установив собственный уровень заработной платы, который изначально был выше обычного и увеличивался с ростом стажа работы.
17 января 1987 года был похищен глава отделения Hoechst в Ливане, Сирии и Иордании Рудольф Кордес группой Хезболла под названием Борцы за свободу. Похитители хотели добиться освобождения Мохаммеда Али Хамади, арестованного 13 января 1987 года в аэропорту Франкфурта. В то время как сотрудник Siemens Альфред Шмидт, который также был похищен вскоре после Кордеса, был освобожден в сентябре 1987 года, Кордес был освобожден только 12 сентября 1988 года, после 605 дней пребывания в заложниках.
Финансовые годы 1988 г., когда Hoechst отметил свое 125-летие, и 1989 г. были самыми успешными с экономической точки зрения годами в истории Hoechst AG. В 1989 г. оборот группы составлял почти 46 млрд немецких марок. Прибыль до налогообложения выросла до 4146 млн немецких марок, что на тот момент было самой высокой прибылью, когда-либо полученной немецкой компанией. Рентабельность собственного капитала также достигла 19,1 % (1988 г.) и 17,9 % соответственно.
Фондовый индекс DAX, представленный 1 июля 1988 г., включал Hoechst AG с весом 3,03 %.

## Дополнительно
К наиболее значимым проектам компании относится Индустриальный парк Хёхст, расположенный в центре Рейнской долины и являющийся крупным логистическим центром на пересечении автомобильных, авиа- и железнодорожных магистралей. Резидентами этой площадки являются 80 крупных и мелких химических предприятий, общий объём инвестиций которых в развитие парка за последние годы составляет несколько миллиардов евро.(2008)